# فيجاني
يعد فيجاني (1505؟-1532) أحد ثلاثة شعراء عثمانيين مشهورين تصاحبوا في نفس الفترة إبان مطلع القرن السادس عشر - فترة حكم السلطان سليمان القانوني - في أسطنبول، وتميز فيجاني (بالتركية: Figânî)‏ عن رفيقيه بنهايته المأساوية بسبب بيت من الشعر.

## أصوله
وتعود أصول فيجاني (وتنطق بالجيم المصرية) إلى طرابزون، واسمه الأصلي رمضان، أما فيجاني فهو اسمه القلمي جريًا على التقاليد الأدبية العثمانية في تمييز الشعراء بأسماء مستعارة تكون على الأغلب من مفردة واحدة وموسيقية.

## حياته
في شبابه، درس فيجاني على يد طبيب قبل أن يبدأ اهتمامه بالأدب، فيما كسب رزقه من العمل في وظيفة كاتب -وهي تعادل السكرتير اليوم- إضافة إلى بيع قصائد الغزل. وكان الشاعر صديقًا مقرّبًا من الشاعرين نعتي (بالتركية: Na’tî)‏ ونوحي (بالتركية: Nuhî)‏ واعتاد الثلاثة الالتقاء في دور المسامرة في أسطنبول لتزجية الوقت.

## نهايته
نهاية فيجاني جاءت بسبب بيت شعرٍ غنائي كتبه باللغة الفارسية وخص به إبراهيم باشا، الصدر الأعظم القوي للسلطان سليمان القانوني، بعد أن لعب على ثنائية اسم إبراهيم بين النبي التوحيدي والصدر الأعظم.
فبعد عودته من الحملة المظفرة في المجر عام 1526، جلب إبراهيم باشا من بودابست ثلاثة تماثيل لشخصيات الآلهة الرومانية: أبولو وهرقل وديانا، وأقامها في باحة قصره. لقي هذا التصرف امتعاض العامة من الناس ، الذين لا يزالون يربطون بين الصدر الأعظم وأصوله المسيحية، وسرعان ما انتشر في المجتمع العثماني بيت من الشعر نُسب إلى فيجاني، وترجمته (بتصرف):

## إعدامه
ورغم الشكوك حول نسبته إليه، كلّف البيت الغنائي فيجاني حياته، فبسبب إهانته للصدر الأعظم، رُبط الشاعر على ظهر حمار بوضعية معكوسة بحيت ألصق بطنه بظهر الحمار واتجه رأسه إلى ذيله، وسيق في شوارع أسطنبول، قبل أن يعدم، أو أنه أخذ مباشرة وشُنق.